# Moustapha Pacha
Ne doit pas être confondu avec le dey d'Alger Mustapha Pacha (1798-1805) ou le Grand vizir de l'Empire ottoman Mustapha Naili Pacha (1857).
 (août 2013).
Si vous disposez d'ouvrages ou d'articles de référence ou si vous connaissez des sites web de qualité traitant du thème abordé ici, merci de compléter l'article en donnant les références utiles à sa vérifiabilité et en les liant à la section « Notes et références ».
Moustapha Pacha est un pacha triennal d'Alger, placé à la tête de la régence d'Alger de 1596 à 1599 et ayant mené auparavant une carrière militaire dans l'Empire ottoman.

## Biographie
Moustapha Pacha succède à Khizr Pasha. 
Il ne peut venir à bout des Kabyles qui, en 1598, ravagent la Mitidja et mettent pendant onze jours le siège devant Alger.
En raison de cet échec, il est remplacé par Dali Hassan Pasha et emprisonné à Constantinople .

### Sources
- Ernest Mercier Histoire de l'Afrique septentrionale
- Henri-Delmas de Grammont Histoire d'Alger sous la domination turque.